# Yuan Mei
Pour les articles homonymes, voir Mei.
Yuan Mei (袁枚, 1716-1797) est un écrivain chinois de la dynastie des Qing.
Il mène une carrière de fonctionnaire. Il se retire ensuite dans un jardin, qu'il a fait construire, pour y écrire poèmes et récits.

## Traduction en français
- Divers plaisirs à la villa Sui, Millemont, France, call. de Cheng Wing fun, trad. Cheng Wing fun et Hervé Collet, Éditions Moundarren, 2000, 162 p. (ISBN 978-2-907312-39-4)
- Ce dont le Maître ne parlait pas, Paris, Éditions Gallimard, coll. « Connaissance de l'Orient », 2010, 368 p. (ISBN 978-2-07-013183-9)